# 奧羅諾克 (堪薩斯州)
奧羅諾克（英語：Oronoque）是位於美國堪薩斯州諾頓縣的一個非建制地區。

## 地理
奧羅諾克所處的海拔為高於海平面722米（即2370英呎），而該地所採用的時區為UTC-6，即北美中部時區（CST）。同時該地設有夏令時間，為UTC-6調快一小時，即UTC-5（CDT）。